# Søren Hancke
Søren Hancke (* 13. Dezember 1939 in Aarhus) ist ein ehemaliger dänischer Segler.

## Erfolge
Søren Hancke, der für den Hellerup Sejlklub segelte, nahm an den Olympischen Spielen 1960 in Rom in der 5,5-m-Klasse teil. Dabei war er neben Steen Christensen Crewmitglied der Web II von Skipper William Berntsen, die zwei der sieben Wettfahrten gewann. Sie beendeten die in Neapel stattfindende Regatta mit 5678 Punkten auf dem zweiten Rang hinter dem von George O’Day angeführten US-amerikanischen Boot Minotaur und vor der Ballerina IV aus der Schweiz mit Skipper Henri Copponex, womit sie die Silbermedaille gewannen.